# Súlyemelés az 1980. évi nyári olimpiai játékokon
Az 1980. évi nyári olimpiai játékokon a súlyemelésben tíz súlycsoportban avattak olimpiai bajnokot. Ezen az olimpián a korábbiakhoz képest egy új súlycsoporttal bővült a program, a kisnehézsúly beiktatásával a félnehézsúly és a nehézsúly közé. Súlyhatárát az eddigi súlycsoporthatárok (90 illetve 110 kg) felezésével 100 kg-ban állapították meg.

## Éremtáblázat
A táblázatokban a rendező nemzet csapata eltérő háttérszínnel, az egyes számoszlopok legmagasabb értéke vagy értékei vastagítással kiemelve.
| Az 1980. évi nyári olimpiai játékok éremtáblázata súlyemelésben | Az 1980. évi nyári olimpiai játékok éremtáblázata súlyemelésben | Az 1980. évi nyári olimpiai játékok éremtáblázata súlyemelésben | Az 1980. évi nyári olimpiai játékok éremtáblázata súlyemelésben | Az 1980. évi nyári olimpiai játékok éremtáblázata súlyemelésben | Olimpia  |
| --------------------------------------------------------------- | --------------------------------------------------------------- | --------------------------------------------------------------- | --------------------------------------------------------------- | --------------------------------------------------------------- | -------- |
|                                                                 | Ország                                                          | Arany                                                           | Ezüst                                                           | Bronz                                                           | Összesen |
| 1.                                                              | Szovjetunió (URS)                                               | 5                                                               | 3                                                               | 0                                                               | 8        |
| 2.                                                              | Bulgária (BUL)                                                  | 2                                                               | 4                                                               | 2                                                               | 8        |
| 3.                                                              | Csehszlovákia (TCH)                                             | 1                                                               | 0                                                               | 1                                                               | 2        |
| 3.                                                              | Kuba (CUB)                                                      | 1                                                               | 0                                                               | 1                                                               | 2        |
| 3.                                                              | Magyarország (HUN)                                              | 1                                                               | 0                                                               | 1                                                               | 2        |
|                                                                 |                                                                 |                                                                 |                                                                 |                                                                 |          |
| 6.                                                              | NDK (GDR)                                                       | 0                                                               | 2                                                               | 1                                                               | 3        |
| 7.                                                              | Észak-Korea (PRK)                                               | 0                                                               | 1                                                               | 1                                                               | 2        |
|                                                                 |                                                                 |                                                                 |                                                                 |                                                                 |          |
| 8.                                                              | Lengyelország (POL)                                             | 0                                                               | 0                                                               | 3                                                               | 3        |
|                                                                 |                                                                 |                                                                 |                                                                 |                                                                 |          |
| Összesen                                                        | Összesen                                                        | 10                                                              | 10                                                              | 10                                                              | 30       |

## Érmesek
| Az 1980. évi nyári olimpiai játékok érmesei súlyemelésben |                                                                   |                                                                    |                                                                    |
| Versenyszám                                               | Arany                                                             | Ezüst                                                              | Bronz                                                              |
| lepkesúly (52 kg)                                         | Kanibek Oszmonalijev · Szovjetunió (URS) · (107,5+137,5=245 kg)   | Ho Bongcshol (Ho Bong-Chol) · Észak-Korea (PRK) · (110+135=245 kg) | Hang Gjongsi (Han Gyong-Si) · Észak-Korea (PRK) · (110+135=245 kg) |
| légsúly (56 kg)                                           | Daniel Núñez · Kuba (CUB) · (125+150=275 kg VCS)                  | Jouri Szarkiszjan · Szovjetunió (URS) · (112,5+157,5=275 kg)       | Tadeusz Dembończyk · Lengyelország (POL) · (120+145=265 kg)        |
| pehelysúly (60 kg)                                        | Viktor Mazin · Szovjetunió (URS) · (130+160=290 kg)               | Sztefan Dimitrov · Bulgária (BUL) · (127,5+160=287,5 kg)           | Marek Seweryn · Lengyelország (POL) · (127,5+155=282,5 kg)         |
| könnyűsúly (67,5 kg)                                      | Janko Ruszev · Bulgária (BUL) · (147,5+195=342,5 kg VCS)          | Joachim Kunz · NDK (GDR) · (145+190=335 kg)                        | Mincso Pasov · Bulgária (BUL) · (142,5+182,5=325 kg)               |
| váltósúly (75 kg)                                         | Aszen Zlatev · Bulgária (BUL) · (160+200=360 kg VCS)              | Olekszandr Pervij · Szovjetunió (URS) · (157,5+200=357,5 kg)       | Nedelcso Kolev · Bulgária (BUL) · (157,5+187,5=345 kg)             |
| középsúly (82,5 kg)                                       | Juri Vardanján · Szovjetunió (URS) · (177,5+222,5=400 kg VCS)     | Blagoj Blagoev · Bulgária (BUL) · (175+197,5=372,5 kg)             | Dušan Poliačik · Csehszlovákia (TCH) · (160+207,5=367,5 kg)        |
| félnehézsúly (90 kg)                                      | Baczakó Péter · Magyarország (HUN) · (170+207,5=377,5 kg)         | Rumen Alekszandrov · Bulgária (BUL) · (170+205=375 kg)             | Frank Mantek · NDK (GDR) · (165+205=370 kg)                        |
| kisnehézsúly (100 kg)                                     | Ota Zaremba · Csehszlovákia (TCH) · (180+215=395 kg)              | Igor Nyikityin · Szovjetunió (URS) · (177,5+215=392,5 kg)          | Alberto Blanco · Kuba (CUB) · (172,5+212,5=385 kg)                 |
| nehézsúly (110 kg)                                        | Leanyid Taranyenka · Szovjetunió (URS) · (182,5+240=422,5 kg VCS) | Valentin Hrisztov · Bulgária (BUL) · (185+220=405 kg)              | Szalai György · Magyarország (HUN) · (172,5+217,5=390 kg)          |
| ólom (+110 kg)                                            | Szultan Rahmanov · Szovjetunió (URS) · (195+245=440 kg)           | Jürgen Heuser · NDK (GDR) · (182,5+227,5=410 kg)                   | Tadeusz Rutkowski · Lengyelország (POL) · (180+227=407,5 kg)       |

## Magyar részvétel
- Baczakó Péter: 90 kg, arany (170+207,5=377,5 kg)
- Szalai György: 110 kg, bronz (172,5+217,5=390 kg)
- Oláh Béla: 52 kg, 4. hely (110+135=245 kg)
- Sólyomvári János: 100 kg, 5. hely (175+205=380 kg)
- Hornyák Ferenc: 52 kg, 6. hely (107,5+135=237,5 kg)
- Stefanovics Imre: 56 kg, 6. hely (115+145=260 kg)
- Varga László: 100 kg, 8. hely (172,5+195=367,5 kg)
- Kőszegi György: 56 kg, kiesett (110+ –)
- Mandzák Bertalan: 82,5 kg, kiesett (–)
- Antalovics Ferenc: 90 kg, kiesett (165+ –)